# Staatsbank der DDR
Die Staatsbank der DDR war die Zentralbank der Deutschen Demokratischen Republik. Sie ging am 1. Januar 1968 durch Umbenennung aus der Deutschen Notenbank hervor und übernahm zum Großteil die gleichen Aufgaben. Die Staatsbank Berlin wurde per Gesetz der DDR-Volkskammer vom 29. Juni 1990 und Gültigkeit ab 1. Juli 1990 zum Rechtsnachfolger der Staatsbank der DDR. Sie trat ab dem 30. Juni 1990 in die bestehenden Verträge der Staatsbank der DDR gegenüber Dritten ein. Nach der Deutschen Wiedervereinigung wurde die Bank von der Treuhandanstalt abgewickelt und Teile von anderen Banken übernommen (siehe auch Deutsche Kreditbank).

## Geschichte

### Gründung
Die Staatsbank der DDR wurde zum 1. Januar 1968 als direkte Nachfolgerin der Deutschen Notenbank gegründet. Sie war als Organ des Ministerrates die Zentral- und Emissionsbank der DDR mit Geschäftsbetrieb.
Die gesetzliche Grundlage bildete das Gesetz über die Staatsbank der DDR vom 1. Dezember 1967. Wie ihre Vorgängerin verwirklichte die Staatsbank ihre Aufgaben abhängig von staatlichen Vorgaben, „in Durchführung der Gesetze und Beschlüsse der Volkskammer und der Verordnungen und Beschlüsse des Ministerrates“. Parallel zur Gründung wurde die Bezeichnung der Währung der DDR in „Mark der Deutschen Demokratischen Republik“ geändert.
Zum 1. Juli 1974 übernahm die Staatsbank die Aufgaben der Industrie- und Handelsbank. Damit wurde der Ausbau des Geschäftsbetriebes zum Zwecke der Finanzierung (Kontenführung) und Finanzkontrolle aller Wirtschaftsbereiche und des Handels mit Ausnahme der Land-, Forst- und Nahrungsgüterwirtschaft erforderlich. Aufgaben des Bereiches Wertpapier- und Depotgeschäfte und Reisezahlungsverkehr kamen ebenfalls hinzu.

### Abwicklung nach der Wiedervereinigung
Am 19. März 1990, vor der Wiedervereinigung, gründeten Staatsbank und Deutsche Bank das Tochterunternehmen Deutsche Kreditbank, die erste private Bank der DDR. Die Deutsche Bank hielt 49 % der Anteile an dem neu gegründeten Unternehmen. Die Staatsbank brachte 100 Filialen aus ihrem bestehenden Geschäft ein.
Zum 1. Juli 1990 trat der Staatsvertrag vom 18. Mai 1990 zwischen DDR und Bundesrepublik Deutschland in Kraft; in ihm war eine Währungs-, Wirtschafts- und Sozialunion vereinbart. Die DDR-Bürger konnten einen Teil ihres in Mark der DDR gehaltenen Bankguthabens 1:1 und einen Teil 2:1 in D-Mark umtauschen.
Ab dem Inkrafttreten der Währungsunion hatte die Deutsche Bundesbank die Notenbankfunktion auch in der DDR; die Staatsbank Berlin erledigte Abwicklungsaufgaben. Die Eigenmittel der Staatsbank der DDR betrugen zum 30. Juni 1990 1.866 Mio. M/DDR, davon 250 Mio. M/DDR Kapital und 1.616 Mio. M/DDR Reservefonds.
Die Treuhandanstalt verkaufte die verbliebenen Filialen der Staatsbank nebst Immobilien an westdeutsche Banken. Vermögen und Geschäfte der Staatsbank Berlin selbst gingen 1994 auf die Kreditanstalt für Wiederaufbau über.

## Aufgaben

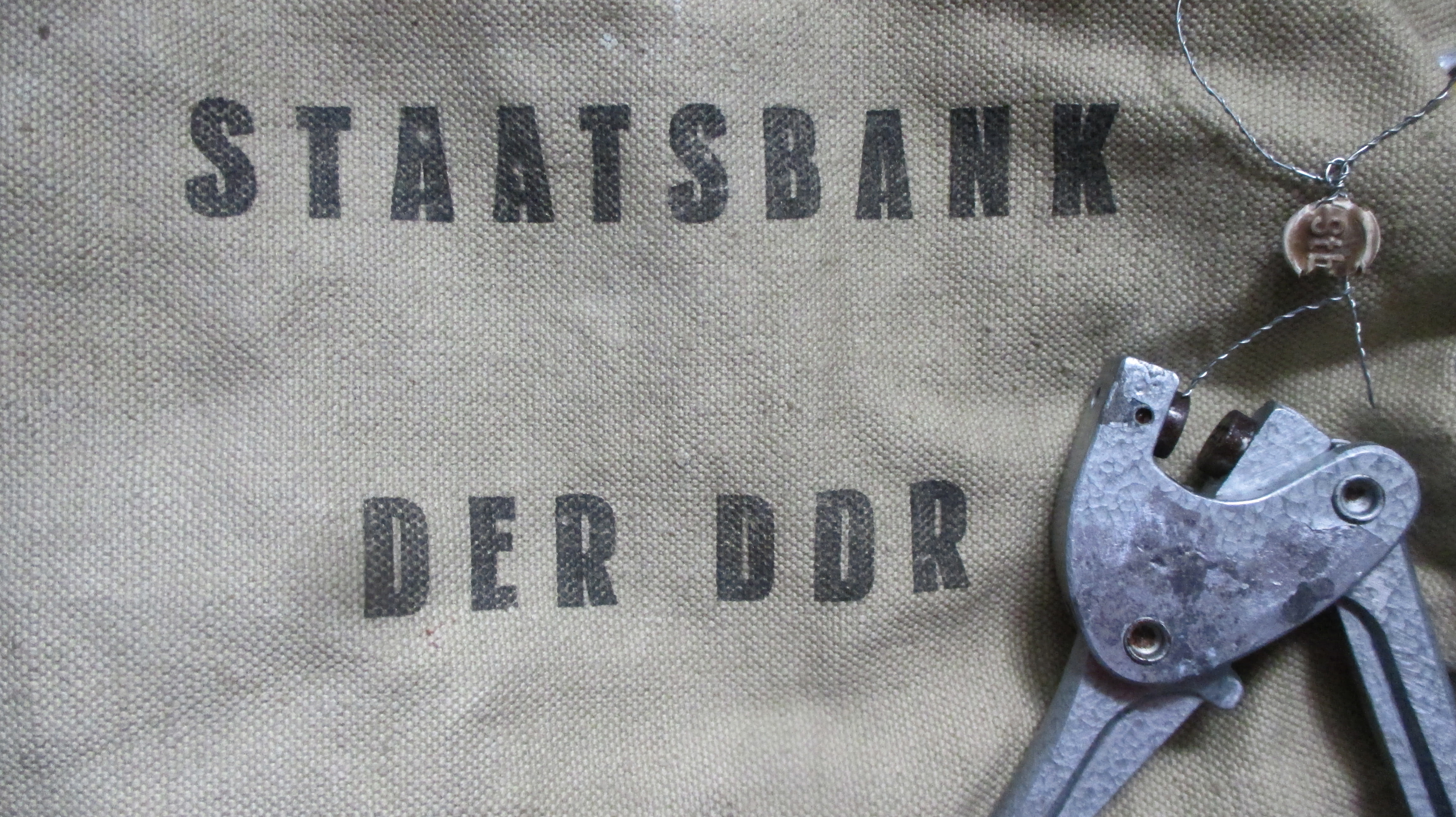
Staatsbank der DDR – Geldsack mit Siegelzange

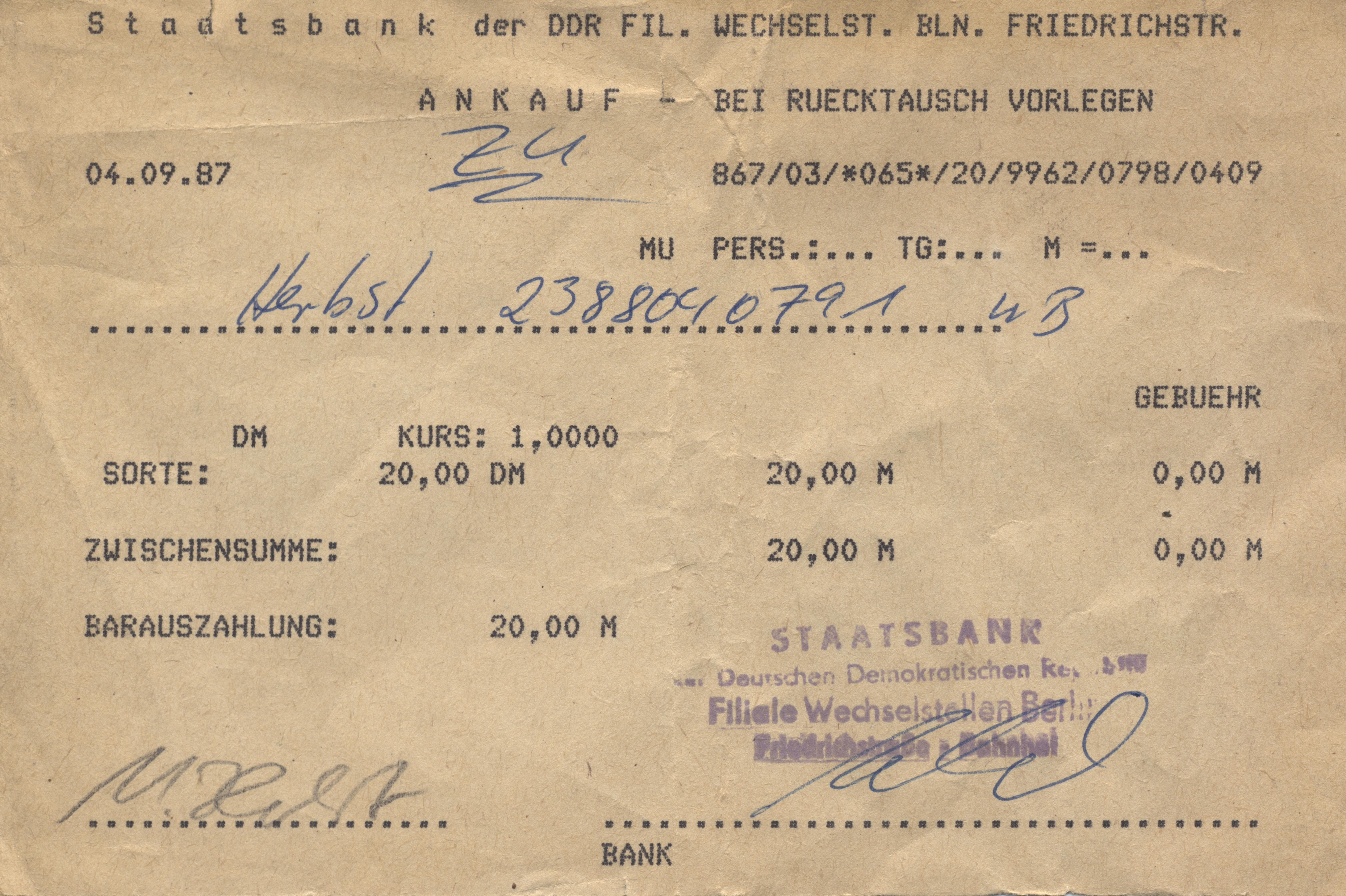
Umtauschbescheinigung der Staatsbank der DDR Berlin Bhf Friedrichstraße 20DM in 20M der DDR - 1987

- Der Staatsbank der DDR oblag die Ausgabe von Geldzeichen (Münzen, Banknoten, einschließlich der Sonder- und Gedenkmünzen) der Währung der DDR als gesetzliche Zahlungsmittel. Die Staatsbank hatte dabei das alleinige Recht der Ausgabe von Geldzeichen der DDR. Der Präsident der Staatsbank regelte außerdem die Ersatzleistung für beschädigte Geldzeichen.
- Durch Beschlüsse des Ministerrates war die Staatsbank berechtigt Wertpapiere auszugeben.
- Ab 1978 übernahm die Staatsbank die Ausgabe von Reiseschecks, die noch bis 1977 von der Deutschen Außenhandelsbank (DABA) emittiert worden sind.[9]
- Die Zuständigkeit für den Zahlungsverkehr und die Kontrolle des Geldumlaufes innerhalb der DDR sowie der Zahlungsverkehr ins Ausland.
- Sie verwaltete, kaufte und verkaufte Wertpapiere, Edelmetalle u. ä.
- Die Staatsbank war für die Kontoführung der staatlichen Einrichtungen und der Volkseigenen Betriebe verantwortlich. Ferner wickelte die Staatsbank die Sorten- und Devisengeschäfte für Bürger, Institutionen und Betriebe ab.[10]
- Zu ihren internen Aufgaben gehörte die Vergabe von Krediten an Betriebe und Institutionen. Dazu bestand in jedem der 15 Bezirke der DDR mindestens eine Hauptfiliale neben den zahlreichen Kreisfilialen. Als problematisch erwies sich nach 1990, dass das Wohnungsbauprogramm der DDR über Kredite der Staatsbank finanziert wurde (sogenannte Nominalkredite, die nicht durch Zins und Tilgung bedient werden mussten und bilanziell durch Staatsgarantien besichert waren) durch die Währungsunion zu Realkrediten wurden und nunmehr mit Zins und Tilgung bedient werden mussten: Ein Fakt, der zu DDR-Zeiten schon deshalb nicht möglich war, waren (politisch) die Wohnungsmieten auf dem Stand von 1935 eingefroren worden und ermöglichten per se keine reale Kreditverzinsung.
- Bürger der DDR, die im Besitz von DM-Sorten (oder auch anderen freikonvertierbaren, westlichen Währungen, in der DDR im Allgemeinen als „Valuta“ bezeichnet) waren, konnten bei der Staatsbank der DDR ein „Valuta-Anrechtskonto“ einrichten. Dieses Konto wurde mit 2,5 % p. a. verzinst und es war gebührenfrei. Ab 1990 gab es auch eine Variante mit einjähriger Kündigungsfrist (Verzinsung 4,0 % p. a.). Die Konten wurden bis Ende 1989 grundsätzlich in DDR-Mark geführt. Verfügungen waren grundsätzlich nur in Form von Forumschecks und Mark der DDR möglich. Für genehmigte Reisen in das westliche Ausland konnten jedoch 15,00 DM (bzw. Gegenwert in anderen westlichen Währungen) pro Tag bar verfügt werden. Ferner waren Bestellungen für Waren über den GENEX Geschenkedienst GmbH möglich. Dafür wurde der GENEX-Katalog gegen Nachweis kurzfristig ausgeliehen. Auf diese Weise war es möglich, dass diese Devisen der DDR-Bürger praktisch unbegrenzt dem Staat zur Verfügung standen. Ab 1. Juli 1990 wurden die Konten ohne die vorstehend genannten Beschränkungen in Deutsche Mark geführt (siehe auch Währungs-, Wirtschafts- und Sozialunion).
- Bürger der Bundesrepublik Deutschland konnten in den Filialen der Staatsbank sogenannte Devisenausländerkonten führen. Diese Konten wurden in Mark der DDR geführt und ab einem Guthaben von 3.000 Mark der DDR mit 1 Prozent per anno verzinst. Der Kunde bekam die Kontoauszüge überwiegend per Briefpost zugestellt. Es gab dabei zwei Arten von Konten. Devisenausländerkonten A wurden für Zahlungen von Arbeitseinkommen, Stipendien, Taschen- oder Tagegelder aber auch für Gelder aus nicht genutztem Mindestumtausch eingerichtet. Über diese Guthaben konnte in der DDR frei verfügt werden. Devisenausländerkonten B wurden für alle übrigen Zahlungen eingerichtet. Über solche Guthaben konnte anfangs in der DDR nur beschränkt verfügt werden. Mit der Vereinbarung über den Transfer aus Guthaben in bestimmten Fällen vom 25. April 1974 zwischen den Finanzministern der BRD und der DDR (BGBL. II 621) konnten Bewohner der BRD und Westberlin, deren Einkünfte vorwiegend aus Bezügen aus einer Altersversorgung, aus Gründen der Invalidität oder aus Sozialhilfe bestanden, aus dem Guthaben auf ihrem Devisenausländerkonto monatlich 200 Mark oder vierteljährlich 600 Mark der DDR transferieren. Die transferierten Beträge wurden dem Kontoinhaber im Verhältnis 1:1 in D-Mark gutgeschrieben. Die Guthaben eines Devisenausländerkontos waren vererbbar.[11][12]

## Institutionelle Eingliederung
- Bereits im ersten Gesetz der Staatsbank vom 1. Dezember 1967 war im § 2 festgelegt, dass die Staatsbank das Organ des Ministerrates für die Verwirklichung der von der Partei- und Staatsführung beschlossenen Kreditpolitik ist. Im folgenden Gesetz vom 19. Dezember 1974 wurde dann noch zusätzlich festgeschrieben, dass der Präsident der Bank zugleich dem Ministerrat angehört.[13]
- Die Staatsbank der DDR war Mitglied bei der Internationalen Bank für wirtschaftliche Zusammenarbeit (IBWZ) mit Sitz in Moskau. Deren Zahlungsmittel waren Transferrubel und Goldreserven.

## Präsidenten (inkl. Präsidenten des Vorgängers Deutsche Notenbank)
- Willy Huhn (1948–1950)
- Greta Kuckhoff (1950–1958)
- Martin Schmidt (1958–1961)
- Rolf Wetzel (1961–1964)
- Helmut Dietrich (1964–1967)
- Margarete Wittkowski (1967–1974)
- Horst Kaminsky (1974–1990)

## Staatsbankgebäude

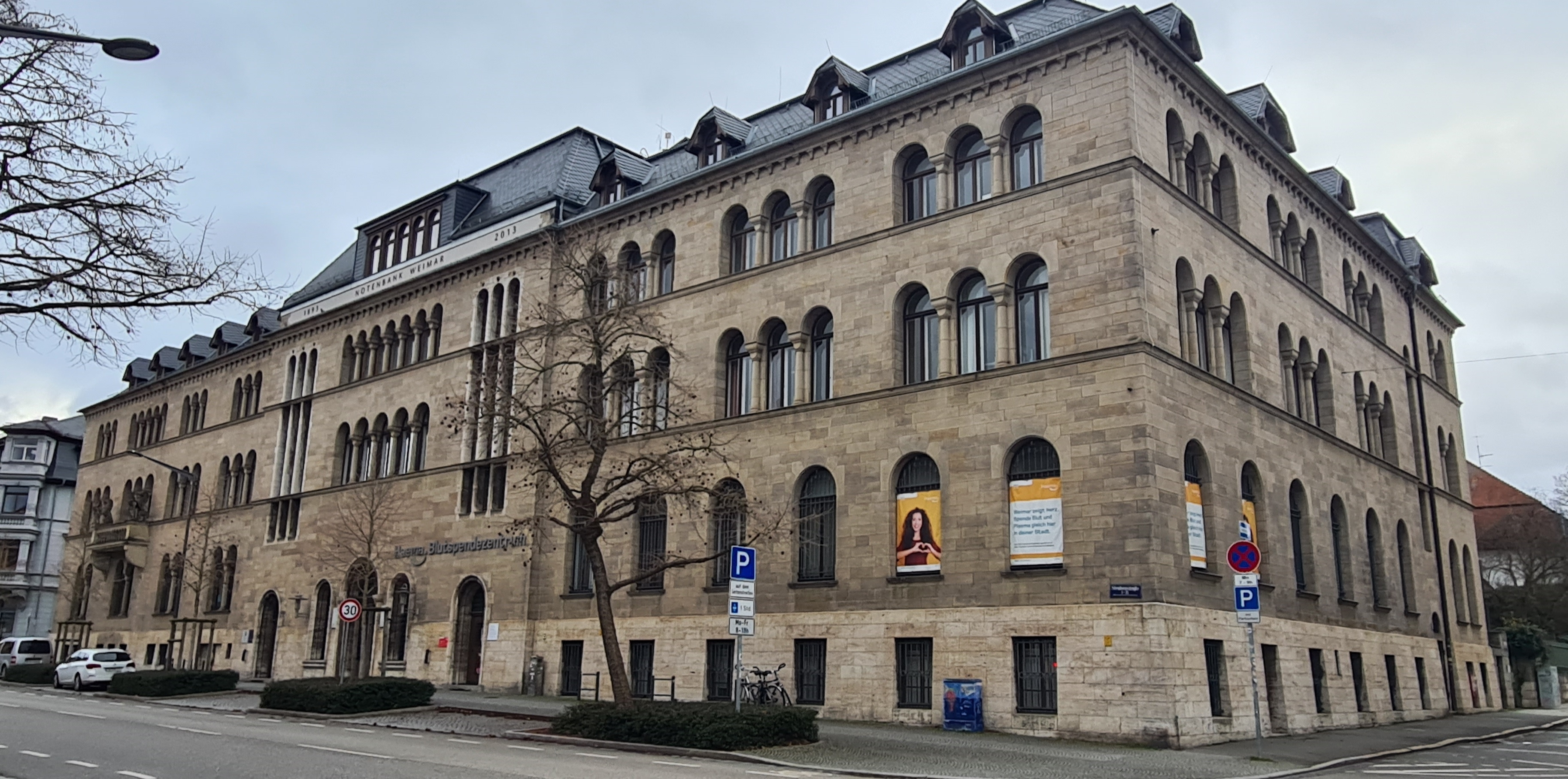
Gebäudekomplex der ehemaligen Filiale der Staatsbank der DDR in Weimar 1968–1990 (2023)

Das denkmalgeschützte neoklassizistische Gebäude von 1889 vom Architekten Ernst Ludwig Heim am heutigen Bebelplatz, in dem die Staatsbank residierte, war bis 1945 Hauptsitz der Dresdner Bank. Diese hatte sich erfolglos um eine Rückübertragung bemüht und baute ihre neue Hauptstadt-Repräsentanz schließlich am Pariser Platz. Neue Eigentümerin des Areals wurde eine Tochtergesellschaft der Commerzbank. Jetzt ist es der Sitz des Bankhaus Löbbecke – ein Tochterunternehmen von M.M.Warburg & CO (Hamburg) und deren Hauptstadtrepräsentanz.
Das Gebäude fungierte nach 1990 zeitweise als Berliner Hauptniederlassung der Dresdner Bank, aber auch als Filmkulisse (Lola rennt). Ab 2004 wurde es als Teil des Immobilienprojekts „OpernCarrée“ durch den Hotelier Sir Rocco Forte zum Luxushotel „Hotel de Rome“ denkmalgerecht umgebaut, als Teil der Hotelkette The Rocco Forte Collection. Das Haus eröffnete am 12. Oktober 2006.